# Đường sắt cao tốc Suseo–Pyeongtaek
Đường sắt cao tốc Suseo–Pyeongtaek (Tiếng Hàn: 수서평택고속선, Hanja: 水西平澤高速線)là tuyến đường sắt cao tốc bắt đầu tại Ga Suseo ở Gangnam-gu, Seoul đi qua Ga Dongtan và Ga PyeongtaekJije, và kết nối với Đường sắt cao tốc Gyeongbu tại Tuyến kết nối Pyeongtaek. Hướng di chuyển là giao thông bên trái ở mọi nơi.

## Thông tin tuyến đường
- Tên tuyến: Đường sắt cao tốc Suseo–Pyeongtaek
- Số tuyến: 103
- Chiều dài: 61.1 km
- Tổ chức điều hành: SR
- Khổ đường sắt: 1.435mm (Đường sắt khổ tiêu chuẩn)
- Hướng di chuyển: Giao thông bên trái
- Số ga: 3
- Thiết bị bảo mật: TVM430
- Vận hành tàu: SRT (Class 120000), SRT (Class 130000)

## Đặc trưng
- Không giống như Đường sắt cao tốc Gyeongbu và Đường sắt cao tốc Honam, được xây dựng dưới dạng các tuyến cao tốc lần lượt chạy dọc theo Tuyến Gyeongbu và Tuyến Honam, không có tuyến thông thường nào chạy dọc theo chúng.
- Hầu hết chúng đều ở dạng tàu cao tốc ngầm có đường hầm.

### Cầu và đường hầm chính
- Đường hầm Yulhyeon (52.250m)
- Đường hầm Tongbok (4.612m)

## Lịch sử
- 28 tháng 6 năm 2011: Một buổi lễ khởi công đã được tổ chức ở phía tây nam của Giao lộ Giheung-Dongtan trên Đường cao tốc Gyeongbu[2]
- 27 tháng 12 năm 2013: Hoạt động SR được xác nhận
- 24 tháng 6 năm 2015: Lễ thông đường hầm Yulhyeon
- 29 tháng 4 năm 2016: Công bố bảng khoảng cách đường sắt cho Đường sắt cao tốc vùng thủ đô.[3]
- 10 tháng 11 năm 2016: Tên tuyến được đổi thành Đường sắt cao tốc Suseo–Pyeongtaek cùng với việc sửa đổi bảng khoảng cách đường sắt và 0,2 km về phía bắc của Ga Suseo được chỉ định bổ sung để thay đổi chiều dài của tuyến thành 61,1 km[4]
- 9 tháng 12 năm 2016: Khai trương
- 24 tháng 11 năm 2020: Ga Jije đổi tên thành Ga PyeongtaekJije[5]
- 23 tháng 4 năm 2021: Tuyến kết nối cao tốc Pyeongtaek được bổ sung làm tuyến nhánh thông qua thông báo chỉ định tuyến đường sắt kinh doanh[6]

## Danh sách ga
Tên ga và khoảng cách kinh doanh đã được công bố trong Thông báo số 2016-219 của Bộ Đất đai, Cơ sở hạ tầng và Giao thông vận tải và được sửa đổi trong Thông báo số 2016-732 của Bộ Đất đai, Cơ sở hạ tầng và Giao thông vận tải.
| Tên ga           | Tên ga     | Tên ga   | Chuyển tuyến | Khoảng cách | Tổng khoảng cách | Vị trí      | Vị trí        |
| Tiếng Việt       | Hangul     | Hanja    | Chuyển tuyến | Khoảng cách | Tổng khoảng cách | Vị trí      | Vị trí        |
| ---------------- | ---------- | -------- | --- | ----------- | ---------------- | ----------- | ------------- |
| (Điểm đầu)       |            |          | | 0.0         | 0.0              | Seoul       | Gangnam-gu    |
| Suseo            | 수서       | 水西     | (349) (K221) (X108)                                                                                               | 0.2         | 0.2              | Seoul       | Gangnam-gu    |
| Điểm kết nối GTX | GTX 분기점 |          | Đường sắt cao tốc khu vực đô thị tuyến A Kết nối trực tiếp giữa đường sắt cao tốc khu vực đô thị Samseong-Dongtan |             |                  | Seoul       | Gangnam-gu    |
| Dongtan          | 동탄       | 東灘     | Tuyến Dongtan–Indeogwon (Dự kiến) (X111)                                                                          | 32.4        | 32.6             | Gyeonggi-do | Hwaseong-si   |
| PyeongtaekJije   | 평택지제   | 平澤芝制 | (P164) | 21.0        | 53.6             | Gyeonggi-do | Pyeongtaek-si |
| (Điểm cuối)      |            |          | Kết nối Đường sắt cao tốc Gyeongbu                                                                                | 7.5         | 61.1             | Gyeonggi-do | Pyeongtaek-si |

## Tuyến nhánh
Đường sắt cao tốc Suseo–Pyeongtaek có tổng cộng 1 nhánh đường sắt.
| Số    | Tên tuyến                        | Điểm đâu      | Điểm cuối         | Khoảng cách(km) | Ghi chú |
| ----- | -------------------------------- | ------------- | ----------------- | --------------- | ------- |
| 10301 | Tuyến cao tốc kết nối Pyeongtaek | Ga Seojeongni | Ga PyeongtaekJije | -               |         |

### Tuyến cao tốc kết nối Pyeongtaek
Tuyến cao tốc kết nối Pyeongtaek kết nối Đường sắt cao tốc Suseo–Pyeongtaek và Tuyến Gyeongbu. Số tuyến trên Bảng khoảng cách kinh doanh đường sắt Hàn Quốc của Bộ Đất đai, Cơ sở hạ tầng và Giao thông vận tải là 10301. Nó đang được xây dựng như một phần của dự án KTX từ Suwon.
| Tên ga         | Khoảng cách (km) | Tổng khoảng cách (km) | Chuyển tuyến                       | Vị trí      | Vị trí        |
| -------------- | ---------------- | --------------------- | ---------------------------------- | ----------- | ------------- |
| PyeongtaekJije | 0.0              | 0.0                   | Đường sắt cao tốc Suseo–Pyeongtaek | Gyeonggi-do | Pyeongtaek-si |
| Seojeongni     | -                | -                     | Tuyến Gyeongbu                     | Gyeonggi-do | Pyeongtaek-si |

## Đặc trưng
- Không giống như Đường sắt cao tốc Gyeongbu và Đường sắt cao tốc Honam, được xây dựng dưới dạng các tuyến cao tốc lần lượt chạy dọc theo Tuyến Gyeongbu và Tuyến Honam, không có tuyến thông thường nào chạy dọc theo chúng.
- Hầu hết chúng đều ở dạng tàu cao tốc ngầm có đường hầm.

### Cầu và đường hầm chính
- Đường hầm Yulhyeon (52.250m)
- Đường hầm Tongbok (4.612m)

## Tương lai
Trong tương lai, Đường sắt cao tốc Suseo–Pyeongtaek được lên kế hoạch sử dụng cho tuyến đường sắt cao tốc khu vực đô thị tuyến A.

## Hình ảnh

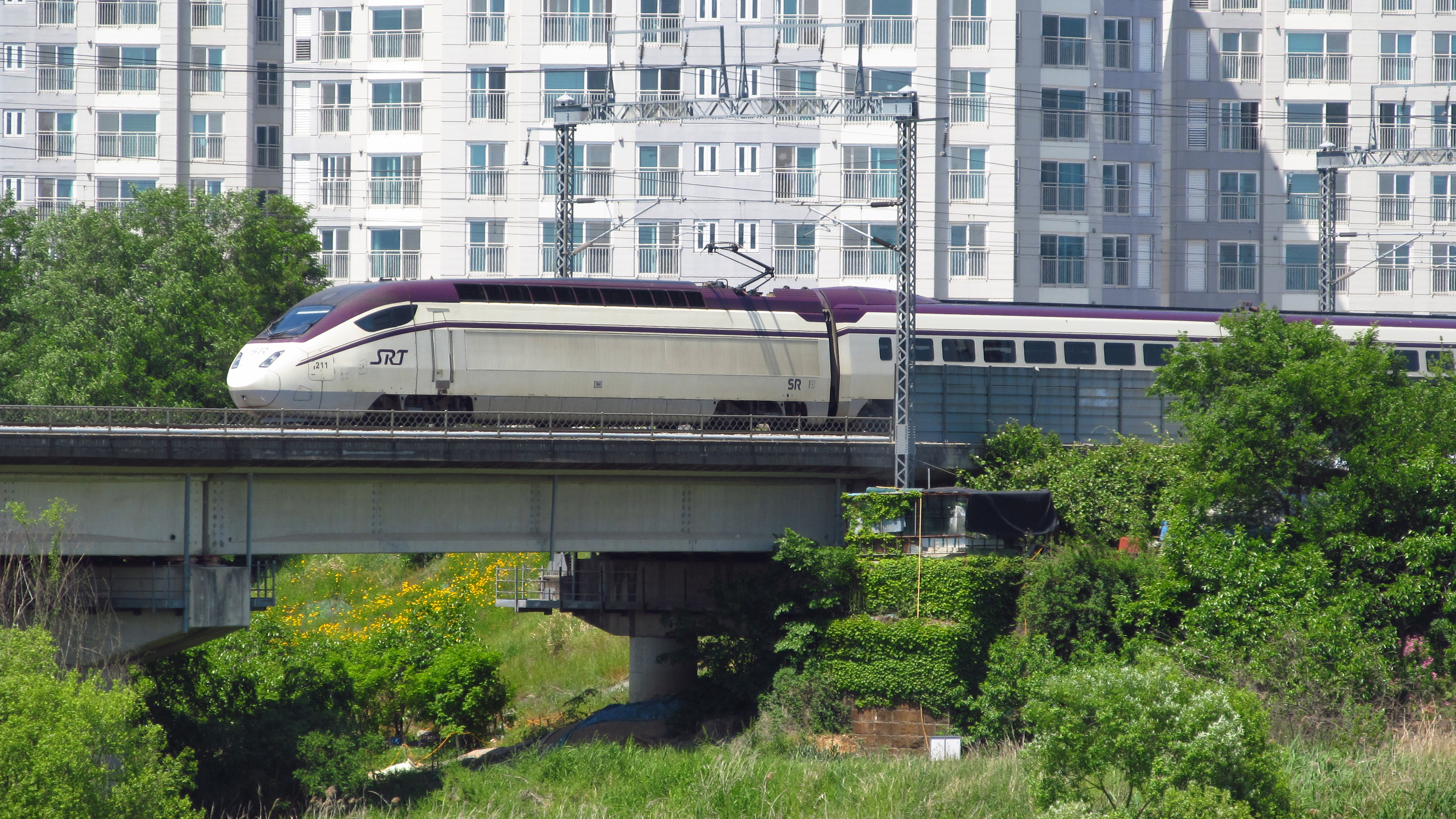
KTX-Sancheon Class 120000
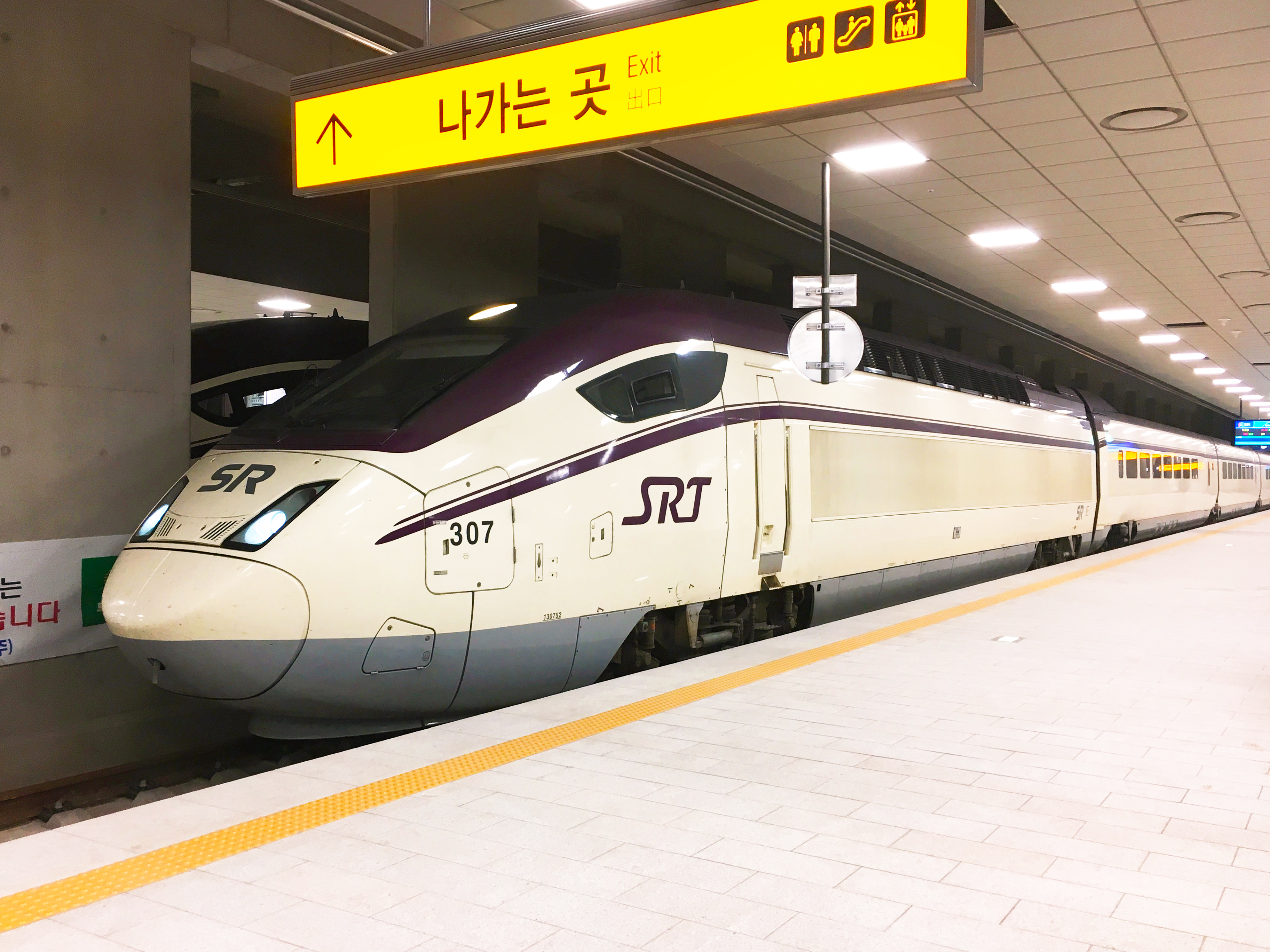
KTX-Sancheon Class 130000